# الكيمة (حمص)
كيمة قرية سورية تتبع ناحية الناصرة في منطقة تلكلخ في محافظة حمص. بلغ عدد سكانها 508 نسمة في عام 2004 حسب إحصاء المكتب المركزي للإحصاء.